# Rich and Strange
 Rich and Strange és una pel·lícula britànica d'Alfred Hitchcock, estrenada el 1931.

## Argument
Una jove parella londinenca emprèn un creuer per escapar de l'avorriment de la vida de la ciutat. A mesura que el viatge progressa, la relació afluixa i Fred, durant el creuer, s'enamora d'una pseudoprincesa. Emily està desolada i no reacciona. Per la seva banda, li fa la cort un home més gran. A Xangai, Fred i Emily es troben, ell abandonat per l'aventurera; ella, dividida entre un idil·li real al qual renuncia i el seu afecte per Fred, del qual coneix ara les debilitats.

## Comentaris
Un molt bonica pel·lícula d'Alfred Hitchcock. Jean-Christophe Averty hi subratllava la singularitat i l'estranyesa del relat. Sembla que Alma Reville i Alfred Hitchcock, coautors d'aquest relat, hagin traslladat aquí algunes de les seves preocupacions.

## Repartiment
- Henry Kendall: Fred Hill
- Joan Barry: Emely Hill
- Percy Marmont: el comandant Gordon
- Betty Amann: la "princesa"
- Elsie Randolph: Elsie, la vella senyoreta

## Al voltant de la pel·lícula
- El títol original està inspirat en un vers de La tempesta, de Shakespeare.
- Joan Barry és l'actriu que havia doblat Anny Ondra en Chantage.
- Quaranta anys més tard, Hitchcock confia un altre paper a Elsie Randolph en Frenzy.
- Alfred Hitchcock no fa el seu tradicional cameo en el film.